# Michele di Ridolfo del Ghirlandaio

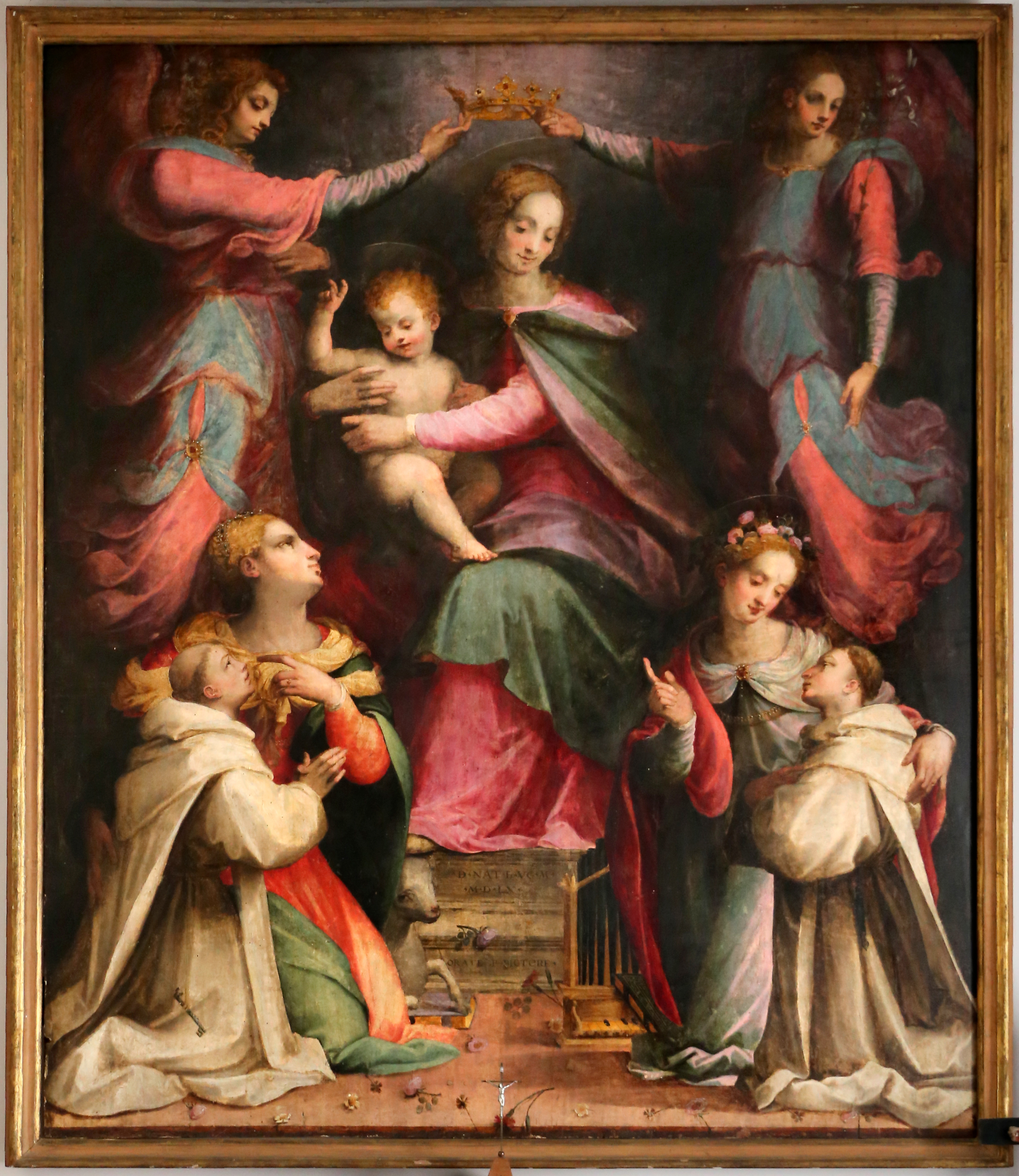
Madonna incoronata dagli angeli tra le sante Agnese e Cecilia e i novizi domenicani, Firenze, Museo del Cenacolo di San Salvi

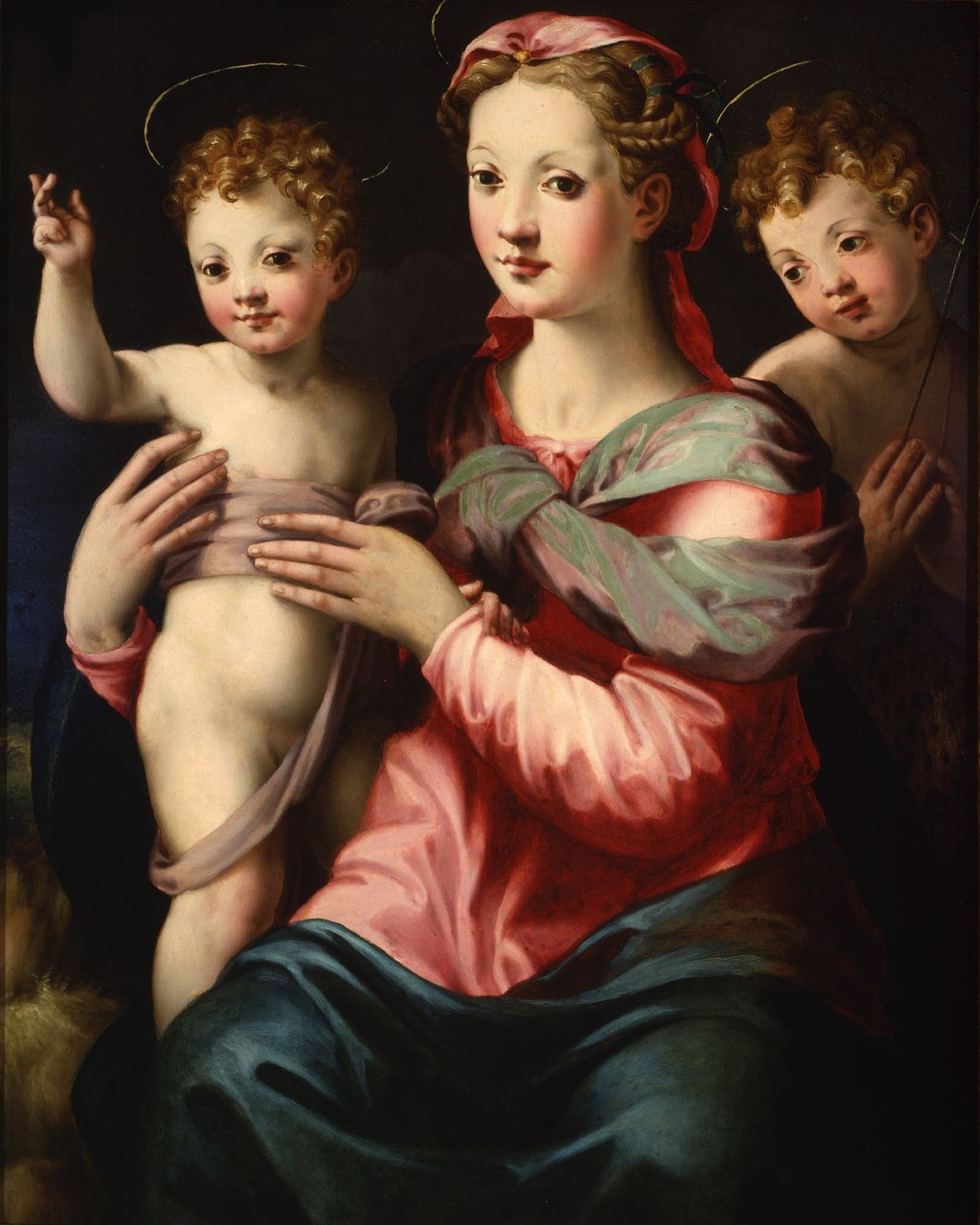
Madonna col Bambino e san Giovannino, Palmer Museum of Art a State College (PA)

Michele Tosini, detto anche Michele di Ridolfo del Ghirlandaio (Firenze, 1503 – Firenze, 1577), è stato un pittore italiano.

## Biografia
Fu un allievo di Lorenzo di Credi, successivamente di Antonio del Ceraiolo e infine, dopo il 1525, di Ridolfo del Ghirlandaio che, grato verso di lui, gli consentì di usare il proprio nome, come se fosse suo figlio.
Le opere realizzate nel periodo giovanile sono fortemente influenzate dalla pittura classicheggiante di Fra Bartolomeo e di Andrea del Sarto. In seguito si orienta verso la pittura più eccentrica del manierismo, con la fondamentale collaborazione con Giorgio Vasari negli affreschi realizzati in Palazzo Vecchio, dove dipinse dei piccoli scorci paesaggistici situati nel Salone dei Cinquecento.
Tale svolta si denota soprattutto nei dipinti della Leda e di Lucrezia conservati nella Galleria Borghese di Roma; nella Notte e Aurora conservate a Roma nella Galleria Colonna (ispirate a modelli michelangioleschi) e infine nella Sacra Famiglia, oggi esposta al Museo Bardini a Firenze. In tutte queste opere Michele Tosini unisce l'anatomia michelangiolesca ai colori vivaci tipici della pittura di Giorgio Vasari.
In seguito la sua pittura tornò più composta, rispondente ai dettami della Controriforma. 
Tra le sue opere più importanti sono da segnalare la Natività e i Tre Arcangeli custoditi nell'abbazia di San Michele Arcangelo a Passignano, opere ispirate all'arte di Andrea del Sarto.
Michele fu anche un apprezzato ritrattista. Suoi ritratti principali sono il Ritratto di Donna (Galleria Palatina, Palazzo Pitti, Firenze) e il Ritratto virile conservato nella collezione Antinori situata nella Villa del Cigliano a San Casciano in Val di Pesa.
Tra le sue opere anche gli affreschi realizzati nella cappella gentilizia della Villa Caserotta risalenti al 1540, dove sempre dello stesso pittore è conservata anche una tela raffigurante la Deposizione della Croce.